# Великий Разданський міст
Великий Разданський міст (Київський міст) (вірм. Հրազդանի Մեծ կամուրջ, Կիևյան կամուրջ) — одноарковий міст через річку Раздан в Єревані. Перекинутий над глибокою ущелиною. Довжина моста — 335 м, висота — 60,5 м. 
Введено в 1954. Міст з'єднує вулиці Києвян і Ленінградян; центральну частину міста з районом Ачапняк, меморіалом Цицернакаберд і стадіоном Раздан.
Колектив авторів: доктор технічних наук В. Пінджян, інженери С. Овнанян, І. Словинський і архітектор Григор Агабабян.